# Куана Паркер
Куана Паркер (англ. Quanah Parker; 1845 — 23 лютого 1911) — вождь індіанського племені команчів. Він був сином вождя Команчі Пети Нокони і Синтії Енн Паркер, яка була викрадена у віці дев'яти років і стала частинкою племені. Його ім'я походить від слова мовою команчів — kwaina, і означає Солодкий Запах.
Куана Паркер був одним із найвідоміших вождів племені Команчі, став домінуючою фігурою в історії племені. США визначили Куана як головного вождя всієї нації, як тільки команчі ввели загальні вибори.
Вождь Команчі, лідер індіанської церкви і останній лідер команчів, перш ніж вони програли битви за Великі рівнини і відійшли до резервацій в індіанські землі.
З сімома дружинами і двадцятьма п'ятьма дітьми, Куана мав численних нащадків. Багато людей в Техасі та Оклахомі вважають його предком.
Після смерті батька в 1863 р. Куана став вождем. Він збирав власні воєнні групи для набігів з числа найкращих воїнів. Вони відмовились прийняти договір Медісін-Лодж-Крік у 1867 році. Наступні сім років він провів у відкритому супротиві, постійно атакуючи поселення білошкірих американців. У 1874 р., на чолі більш як семиста воїнів, вів атакував мисливців на бізонів у Едобі-Воллс, (Техас).
Куані і його воїнам довелося здатися після дворічного переслідування військами полковника Р. Маккензі. 2 червня 1875 р. Куана Паркер привів свій народ до резервації, де він став багатим фермером і впливовою особою серед команчів та в європейсько-американському суспільстві, прибувши на чолі чотирьохсот квахаді до форту Сілл. Оселившись на своїй фермі, він робив все, аби полегшити становище свого народу, намагаючись в усьому відстоювати племінні традиції. Разом з багатьма відомими індійцями, вів брав участь в інавгураційному параді президента Рузвельта.
Куана Паркер був одним з ранніх відомих послідовників церкви корінних американців.
Похований поряд зі своєю матір'ю в Оклахомі.